# Jan Mlakar
Jan Mlakar (Slovenska Bistrica, 23 ottobre 1998) è un calciatore sloveno, attaccante dell'Amiens in prestito dal Pisa e della nazionale slovena.

## Caratteristiche tecniche
Attaccante di movimento che fa del senso del gol e della rapidità di esecuzione i suoi punti di forza. È dotato di una discreta velocità e di un'ottima tecnica. Abile nel gioco aereo, è capace di calciare con entrambi i piedi.

## Carriera

### Club

#### Inizi, Fiorentina, prestito al Venezia e Maribor
Cresciuto in Slovenia nel Domžale, nel 2015 si trasferisce in Italia, alla Fiorentina per 1 milione di euro più bonus. Esordisce in Serie A il 30 aprile 2017 nella sconfitta esterna per 2-0 contro il Palermo.
Il 7 luglio 2017 viene ceduto in prestito al Venezia in Serie B, dove racimola solamente poche presenze nel campionato cadetto.
Il 25 gennaio 2018 la Fiorentina lo cede definitivamente al Maribor, con percentuale del 50% sulla futura rivendita, dove firma un contratto di quattro anni e mezzo, tornando così a giocare in patria. Il 5 maggio 2019, nel campionato sloveno, sigla una doppietta nella vittoria in trasferta per 3-1 contro il Gorica.

#### Brighton e ulteriori prestiti
Nel gennaio 2019 viene ingaggiato dagli inglesi del Brighton con cui firma un contratto fino al giugno 2022, tuttavia viene lasciato in prestito fino a fine stagione.
Il 24 luglio 2019 viene ceduto in prestito al QPR.
Il 31 gennaio 2020 il prestito viene rescisso; contestualmente viene ceduto, sempre a titolo temporaneo, al Wigan.
Il 14 agosto 2020 viene ceduto in prestito al Maribor. Chiude la stagione nei Vijoličasti con 14 reti in campionato laureandosi cosi capocannoniere della Prva slovenska nogometna liga 2020-2021.

#### Hajduk Spalato
Il 1º luglio 2021 passa a titolo definitivo tra le file dell'Hajduk Spalato firmando un contratto valido fino all'estate del 2025. Il 17 luglio debutta in una partita ufficiale con i Majstori s mora segnando, alla prima di campionato, una doppietta contro il Lokomotiva Zagabria (2-2). Torna al gol il 21 novembre seguente siglando all'ultimo secondo la rete per la vittoria esterna nel derby dell'Adriatico con il Rijeka (2-3). Il 12 ottobre 2022 trova per la prima volta la via del gol in Coppa di Croazia, mette a referto una doppietta in occasione del sedicesimo di finale vinto ai danni del Tehničar Cvetkovec (1-5).

#### Pisa e il ritorno in prestito all'Hajduk
Il 25 agosto 2023 viene ufficializzato il suo trasferimento a titolo definitivo nel Pisa militante in Serie B. Debutta quattro giorni dopo, disputando da titolare il match di campionato perso 1-2 contro il Parma.
Segna il suo primo gol nella vittoria contro l'Ascoli (1-0), il 23 dicembre dello stesso anno.
Il 28 gennaio 2025 fa ritorno all'Hajduk Spalato con la formula del prestito. Il 2 febbraio fa il suo secondo debutto con i Bili, subentrando a Stipe Biuk  nel match di campionato perso 3-2 contro la Lokomotiva Zagabria.

### Nazionale
Dal 2013 al 2016 ha fatto tutta la trafila delle nazionali giovanili slovene, dall'Under-15 all'Under-19 slovena.
Il 28 maggio 2016 fa il suo esordio con la Slovenia U-21, subentrando nell'amichevole vinta 4-1 contro la rappresentativa azera. Il 1º settembre 2017 segna la sua prima rete con la nazionale U-21 durante le qualificazioni all'Europeo, giocando nella partita vinta 3-1 contro i pari età del Lussemburgo.
Nel giugno 2019 viene convocato nella nazionale maggiore dal CT. Matjaž Kek per la partita contro la Lettonia, valevole per le qualificazioni al campionato d'Europa 2020, non scendendo però in campo. Il 1º giugno 2021 fa il suo debutto con la nazionale maggiore scendendo in campo dal primo minuto nell'amichevole pareggiata 1-1 contra la Macedonia del Nord. Tre giorni dopo scende nuovamente in campo dal primo minuto e, al 38' del primo tempo, segna la sua prima rete con la nazionale maggiore nell'amichevole vinta 6-0 contro la Gibilterra. Il 1º settembre dello stesso anno disputa tutto il primo tempo e parte del secondo tempo dell'incontro, valido per le qualificazioni al Mondiale 2022, pareggiato 1-1 in casa contro la Slovacchia. Il 27 settembre 2022 debutta in Nations League partendo da titolare nel match pareggiato 1-1 in casa della Svezia.

## Statistiche

### Presenze e reti nei club
Statistiche aggiornate al 28 gennaio 2025.
| Stagione              | Squadra               | Campionato            | Campionato | Campionato | Coppe nazionali | Coppe nazionali | Coppe nazionali | Coppe continentali | Coppe continentali | Coppe continentali | Altre coppe | Altre coppe | Altre coppe | Totale | Totale |
| Stagione              | Squadra               | Comp                  | Pres       | Reti       | Comp            | Pres            | Reti            | Comp               | Pres               | Reti               | Comp        | Pres        | Reti        | Pres   | Reti   |
| --------------------- | --------------------- | --------------------- | ---------- | ---------- | --------------- | --------------- | --------------- | ------------------ | ------------------ | ------------------ | ----------- | ----------- | ----------- | ------ | ------ |
| 2016-2017             | Fiorentina            | A                     | 1          | 0          | CI              | 0               | 0               | UEL                | 0                  | 0                  | -           | -           | -           | 1      | 0      |
| 2017-gen. 2018        | Venezia               | B                     | 3          | 0          | CI              | 1               | 0               | -                  | -                  | -                  | -           | -           | -           | 4      | 0      |
| gen.-giu. 2018        | Maribor               | 1.SNL                 | 12         | 3          | CS              | 0               | 0               | -                  | -                  | -                  | -           | -           | -           | 12     | 3      |
| 2018-2019             | Maribor               | 1.SNL                 | 26         | 13         | CS              | 3               | 1               | UEL                | 3                  | 0                  | -           | -           | -           | 32     | 14     |
| 2019-gen. 2020        | QPR                   | FLC                   | 6          | 0          | FACup+CdL       | 0+2             | 0               | -                  | -                  | -                  | -           | -           | -           | 8      | 0      |
| gen.-giu. 2020        | Wigan                 | FLC                   | 1          | 0          | FACup+CdL       | -               | -               | -                  | -                  | -                  | -           | -           | -           | 1      | 0      |
| 2020-2021             | Maribor               | 1.SNL                 | 32         | 14         | CS              | 2               | 1               | UEL                | 1                  | 0                  | -           | -           | -           | 35     | 15     |
| Totale Maribor        | Totale Maribor        | Totale Maribor        | 70         | 30         |                 | 5               | 2               |                    | 4                  | 0                  |             | -           | -           | 79     | 32     |
| 2021-2022             | Hajduk Spalato        | 1.HNL                 | 27         | 7          | CC              | 4               | 0               | UECL               | 2                  | 0                  | -           | -           | -           | 33     | 7      |
| 2022-2023             | Hajduk Spalato        | 1.HNL                 | 33         | 11         | CC              | 5               | 3               | UECL               | 2                  | 0                  | SC          | 1           | 0           | 41     | 14     |
| ago. 2023             | Hajduk Spalato        | 1.HNL                 | 4          | 0          | CC              | 0               | 0               | UECL               | 2                  | 0                  | SC          | 1           | 0           | 7      | 0      |
| Totale Hajduk Spalato | Totale Hajduk Spalato | Totale Hajduk Spalato | 64         | 18         |                 | 9               | 3               |                    | 6                  | 0                  |             | 2           | 0           | 81     | 21     |
| ago. 2023-2024        | Pisa                  | B                     | 24         | 3          | CI              | -               | -               | -                  | -                  | -                  | -           | -           | -           | 24     | 3      |
| 2024-gen. 2025        | Pisa                  | B                     | 12         | 0          | CI              | 2               | 0               | -                  | -                  | -                  | -           | -           | -           | 14     | 0      |
| Totale Pisa           | Totale Pisa           | Totale Pisa           | 36         | 3          |                 | 2               | 0               |                    | -                  | -                  |             | -           | -           | 38     | 3      |
| Totale carriera       | Totale carriera       | Totale carriera       | 181        | 51         |                 | 19              | 5               |                    | 10                 | 0                  |             | 2           | 0           | 212    | 56     |

### Cronologia presenze e reti in nazionale
| Cronologia completa delle presenze e delle reti in nazionale ― Slovenia | Cronologia completa delle presenze e delle reti in nazionale ― Slovenia | Cronologia completa delle presenze e delle reti in nazionale ― Slovenia | Cronologia completa delle presenze e delle reti in nazionale ― Slovenia | Cronologia completa delle presenze e delle reti in nazionale ― Slovenia | Cronologia completa delle presenze e delle reti in nazionale ― Slovenia | Cronologia completa delle presenze e delle reti in nazionale ― Slovenia | Cronologia completa delle presenze e delle reti in nazionale ― Slovenia |
| Data                                                                    | Città                                                                   | In casa                                                                 | Risultato                                                               | Ospiti                                                                  | Competizione                                                            | Reti                                                                    | Note                                                                    |
| ----------------------------------------------------------------------- | ----------------------------------------------------------------------- | ----------------------------------------------------------------------- | ----------------------------------------------------------------------- | ----------------------------------------------------------------------- | ----------------------------------------------------------------------- | ----------------------------------------------------------------------- | ----------------------------------------------------------------------- |
| 1-6-2021                                                                | Skopje                                                                  | Macedonia del Nord                                                      | 1 – 1                                                                   | Slovenia                                                                | Amichevole                                                              | -                                                                       | 79’                                                                     |
| 4-6-2021                                                                | Capodistria                                                             | Slovenia                                                                | 6 – 0                                                                   | Gibilterra                                                              | Amichevole                                                              | 1                                                                       | 62’                                                                     |
| 1-9-2021                                                                | Lubiana                                                                 | Slovenia                                                                | 1 – 1                                                                   | Slovacchia                                                              | Qual. Mondiali 2022                                                     | -                                                                       | 57’                                                                     |
| 4-9-2021                                                                | Lubiana                                                                 | Slovenia                                                                | 1 – 0                                                                   | Malta                                                                   | Qual. Mondiali 2022                                                     | -                                                                       | 60’                                                                     |
| 7-9-2021                                                                | Spalato                                                                 | Croazia                                                                 | 3 – 0                                                                   | Slovenia                                                                | Qual. Mondiali 2022                                                     | -                                                                       | 54’                                                                     |
| 27-9-2022                                                               | Solna                                                                   | Svezia                                                                  | 1 – 1                                                                   | Slovenia                                                                | UEFA Nations League 2022-2023 - 1º turno                                | -                                                                       | 64’                                                                     |
| 16-6-2023                                                               | Helsinki                                                                | Finlandia                                                               | 2 – 0                                                                   | Slovenia                                                                | Qual. Euro 2024                                                         | -                                                                       | 65’                                                                     |
| 19-6-2023                                                               | Lubiana                                                                 | Slovenia                                                                | 1 – 1                                                                   | Danimarca                                                               | Qual. Euro 2024                                                         | -                                                                       | 90+3’                                                                   |
| 7-9-2023                                                                | Lubiana                                                                 | Slovenia                                                                | 4 – 2                                                                   | Irlanda del Nord                                                        | Qual. Euro 2024                                                         | -                                                                       | 74’                                                                     |
| 10-9-2023                                                               | Serravalle                                                              | San Marino                                                              | 0 – 4                                                                   | Slovenia                                                                | Qual. Euro 2024                                                         | 1                                                                       |                                                                         |
| 14-10-2023                                                              | Lubiana                                                                 | Slovenia                                                                | 3 – 0                                                                   | Finlandia                                                               | Qual. Euro 2024                                                         | -                                                                       | 80’                                                                     |
| 17-10-2023                                                              | Belfast                                                                 | Irlanda del Nord                                                        | 0 – 1                                                                   | Slovenia                                                                | Qual. Euro 2024                                                         | -                                                                       | 75’                                                                     |
| 17-11-2023                                                              | Copenaghen                                                              | Danimarca                                                               | 2 – 1                                                                   | Slovenia                                                                | Qual. Euro 2024                                                         | -                                                                       | 86’                                                                     |
| 20-11-2023                                                              | Lubiana                                                                 | Slovenia                                                                | 2 – 1                                                                   | Kazakistan                                                              | Qual. Euro 2024                                                         | -                                                                       | 72’                                                                     |
| 21-3-2024                                                               | Ta' Qali                                                                | Malta                                                                   | 2 – 2                                                                   | Slovenia                                                                | Amichevole                                                              | -                                                                       | 46’                                                                     |
| 4-6-2024                                                                | Lubiana                                                                 | Slovenia                                                                | 2 – 1                                                                   | Armenia                                                                 | Amichevole                                                              | 1                                                                       | 59’                                                                     |
| 8-6-2024                                                                | Lubiana                                                                 | Slovenia                                                                | 1 – 1                                                                   | Bulgaria                                                                | Amichevole                                                              | -                                                                       | 61’                                                                     |
| 15-6-2024                                                               | Stoccarda                                                               | Slovenia                                                                | 1 – 1                                                                   | Danimarca                                                               | Euro 2024 - 1º turno                                                    | -                                                                       | 75’                                                                     |
| 20-6-2024                                                               | Monaco di Baviera                                                       | Slovenia                                                                | 1 – 1                                                                   | Serbia                                                                  | Euro 2024 - 1º turno                                                    | -                                                                       | 64’                                                                     |
| 25-6-2024                                                               | Colonia                                                                 | Inghilterra                                                             | 0 – 0                                                                   | Slovenia                                                                | Euro 2024 - 1º turno                                                    | -                                                                       | 86’                                                                     |
| 1-7-2024                                                                | Francoforte sul Meno                                                    | Portogallo                                                              | 0 – 0 dts (3 – 0 dtr)                                                   | Slovenia                                                                | Euro 2024 - Ottavi di finale                                            | -                                                                       | 74’                                                                     |
| 6-9-2024                                                                | Lubiana                                                                 | Slovenia                                                                | 1 – 1                                                                   | Austria                                                                 | UEFA Nations League 2024-2025 - 1º turno                                | -                                                                       | 63’                                                                     |
| 9-9-2024                                                                | Lubiana                                                                 | Slovenia                                                                | 3 – 0                                                                   | Kazakistan                                                              | UEFA Nations League 2024-2025 - 1º turno                                | -                                                                       | 20’ 65’                                                                 |
| 13-10-2024                                                              | Almaty                                                                  | Kazakistan                                                              | 0 – 1                                                                   | Slovenia                                                                | UEFA Nations League 2024-2025 - 1º turno                                | 1                                                                       | 87’                                                                     |
| 14-11-2024                                                              | Lubiana                                                                 | Slovenia                                                                | 1 – 4                                                                   | Norvegia                                                                | UEFA Nations League 2024-2025 - 1º turno                                | -                                                                       | 72’                                                                     |
| 17-11-2024                                                              | Vienna                                                                  | Austria                                                                 | 1 – 1                                                                   | Slovenia                                                                | UEFA Nations League 2024-2025 - 1º turno                                | -                                                                       | 81’                                                                     |
| 20-3-2025                                                               | Bratislava                                                              | Slovacchia                                                              | 0 – 0                                                                   | Slovenia                                                                | UEFA Nations League 2024-2025 - Play-off                                | -                                                                       | 31’                                                                     |
| Totale                                                                  |                                                                         | Presenze                                                                | 27                                                                      |                                                                         | Reti                                                                    | 4                                                                       |                                                                         |

| Cronologia completa delle presenze e delle reti in nazionale ― Slovenia under 21 | Cronologia completa delle presenze e delle reti in nazionale ― Slovenia under 21 | Cronologia completa delle presenze e delle reti in nazionale ― Slovenia under 21 | Cronologia completa delle presenze e delle reti in nazionale ― Slovenia under 21 | Cronologia completa delle presenze e delle reti in nazionale ― Slovenia under 21 | Cronologia completa delle presenze e delle reti in nazionale ― Slovenia under 21 | Cronologia completa delle presenze e delle reti in nazionale ― Slovenia under 21 | Cronologia completa delle presenze e delle reti in nazionale ― Slovenia under 21 |
| Data                                                                             | Città                                                                            | In casa                                                                          | Risultato                                                                        | Ospiti                                                                           | Competizione                                                                     | Reti                                                                             | Note                                                                             |
| -------------------------------------------------------------------------------- | -------------------------------------------------------------------------------- | -------------------------------------------------------------------------------- | -------------------------------------------------------------------------------- | -------------------------------------------------------------------------------- | -------------------------------------------------------------------------------- | -------------------------------------------------------------------------------- | -------------------------------------------------------------------------------- |
| 28-5-2016                                                                        | Nova Gorica                                                                      | Slovenia under 21                                                                | 4 – 1                                                                            | Azerbaigian under 21                                                             | Amichevole                                                                       | -                                                                                | 65’                                                                              |
| 31-5-2016                                                                        | Nova Gorica                                                                      | Slovenia under 21                                                                | 1 – 2                                                                            | Azerbaigian under 21                                                             | Amichevole                                                                       | -                                                                                | 81’                                                                              |
| 1-9-2017                                                                         | Aidussina                                                                        | Slovenia under 21                                                                | 3 – 1                                                                            | Lussemburgo under 21                                                             | Qual. Europeo Under-21 2019                                                      | 1                                                                                | 55’                                                                              |
| 5-10-2017                                                                        | Differdange                                                                      | Lussemburgo under 21                                                             | 1 – 1                                                                            | Slovenia under 21                                                                | Qual. Europeo Under-21 2019                                                      | -                                                                                | 46’                                                                              |
| 9-10-2017                                                                        | Podgorica                                                                        | Montenegro under 21                                                              | 1 – 3                                                                            | Slovenia under 21                                                                | Qual. Europeo Under-21 2019                                                      | -                                                                                | 56’                                                                              |
| 9-11-2017                                                                        | Nova Gorica                                                                      | Slovenia under 21                                                                | 2 – 0                                                                            | Montenegro under 21                                                              | Qual. Europeo Under-21 2019                                                      | 1                                                                                | 46’                                                                              |
| 13-11-2017                                                                       | Domžale                                                                          | Slovenia under 21                                                                | 1 – 0                                                                            | Francia under 21                                                                 | Qual. Europeo Under-21 2019                                                      | -                                                                                | 46’ 49’                                                                          |
| 22-3-2018                                                                        | Aidussina                                                                        | Slovenia under 21                                                                | 2 – 3                                                                            | Ucraina under 21                                                                 | Amichevole                                                                       | -                                                                                | 59’                                                                              |
| 27-3-2018                                                                        | Stara Zagora                                                                     | Bulgaria under 21                                                                | 3 – 0                                                                            | Slovenia under 21                                                                | Qual. Europeo Under-21 2019                                                      | -                                                                                | 46’                                                                              |
| 29-5-2018                                                                        | Kiev                                                                             | Slovenia under 21                                                                | 3 – 1                                                                            | Grecia under 21                                                                  | Amichevole                                                                       | 2                                                                                | 54’                                                                              |
| 31-5-2018                                                                        | Kiev                                                                             | Slovenia under 21                                                                | 3 – 0                                                                            | Israele under 21                                                                 | Amichevole                                                                       | 1                                                                                | 46’                                                                              |
| 7-9-2018                                                                         | Astana                                                                           | Kazakistan under 21                                                              | 0 – 0                                                                            | Slovenia under 21                                                                | Qual. Europeo Under-21 2019                                                      | -                                                                                |                                                                                  |
| 11-9-2018                                                                        | Ptuj                                                                             | Slovenia under 21                                                                | 2 – 1                                                                            | Kazakistan under 21                                                              | Qual. Europeo Under-21 2019                                                      | -                                                                                | 65’                                                                              |
| 7-6-2019                                                                         | Aarau                                                                            | Svizzera under 21                                                                | 1 – 2                                                                            | Slovenia under 21                                                                | Amichevole                                                                       | 1                                                                                | 90+1’                                                                            |
| 8-9-2019                                                                         | Maribor                                                                          | Slovenia under 21                                                                | 2 – 2                                                                            | Francia under 21                                                                 | Amichevole                                                                       | 1                                                                                | 87’                                                                              |
| 11-10-2019                                                                       | Maribor                                                                          | Slovenia under 21                                                                | 2 – 2                                                                            | Inghilterra under 21                                                             | Amichevole                                                                       | -                                                                                |                                                                                  |
| 15-10-2019                                                                       | Celje                                                                            | Slovenia under 21                                                                | 1 – 0                                                                            | Ungheria under 21                                                                | Amichevole                                                                       | 1                                                                                | 89’                                                                              |
| 14-11-2019                                                                       | Estoril                                                                          | Portogallo under 21                                                              | 0 – 0                                                                            | Slovenia under 21                                                                | Amichevole                                                                       | -                                                                                |                                                                                  |
| Totale                                                                           |                                                                                  | Presenze                                                                         | 18                                                                               |                                                                                  | Reti                                                                             | 8                                                                                |                                                                                  |

## Palmarès

### Club

#### Competizioni nazionali
- Campionato sloveno: 1

Maribor: 2018-2019
- Coppa di Croazia: 2

Hajduk Spalato: 2021-2022, 2022-2023

### Individuale
- Capocannoniere del campionato sloveno: 1

2020-2021 (14 gol, a pari merito con Nardin Mulahusejnović)